# Tolga
Tolga – norweskie miasto i gmina leżąca w regionie Hedmark.
Tolga jest 90. norweską gminą pod względem powierzchni.

## Demografia
Według danych z roku 2005 gminę zamieszkuje 1778 osób. Gęstość zaludnienia wynosi 1,58 os./km². Pod względem zaludnienia Tolga zajmuje 350. miejsce wśród norweskich gmin.
| ludność stan na 1 stycznia 2005 |         |           |       |
|                                 | kobiety | mężczyźni | razem |
| osób                            | 903     | 875       | 1778  |
| %                               | 50,79%  | 49,21%    | 100%  |

| wykształcenie stan na 1 października 2004 |        |         |        |        |
|                                           | podst. | średnie | wyższe | niezn. |
| osób                                      | 209    | 859     | 266    | 38     |
| %                                         | 15,23% | 62,61%  | 19,39% | 2,77%  |

## Edukacja
Według danych z 1 października 2004:
- liczba szkół podstawowych (norw. grunnskolar): 2
- liczba uczniów szkół podst.: 298

## Władze gminy
Według danych na rok 2011 administratorem gminy (norw. rådmann) jest Knut Sagbakken, natomiast burmistrzem (norw. ordfører, d. borgermester) jest Erling Aas-Eng.